# Jean-François Gonon
Jean-François Gonon, né le 5 août 1856 à Saint-Étienne où il meurt le 1er février 1926, est un chansonnier et historien engagé stéphanois.

## Biographie
La mort de son père, en 1859, laisse sa famille dans la misère. Après avoir exercé plusieurs métiers, Jean-François Gonon est nommé sous-bibliothécaire par le maire socialiste de Saint-Étienne Jules Ledin.
Il crée en 1883, le Caveau stéphanois, lieu de poésie, de chansons et de libre expression dont les premiers présidents d'honneur sont Victor Hugo et Gustave Nadaud. Un différend lié à ce qu'il considère comme une dérive bourgeoise du Caveau stéphanois le conduit à démissionner en 1891, puis à fonder deux ans plus tard le Temple de la chanson. En 1900, il crée le périodique La Chanson plébéienne avec Benjamin Ledin, frère cadet de Jules Ledin.
Proche du milieu anarchiste, on lui doit le texte de la chanson La Vierge des opprimés, créée le 4 juin 1890, en signe de révolte après l'arrestation de Louise Michel, que certains voulaient faire passer pour folle et interner, après la conférence qu'elle tint à Saint-Étienne.
En 1901, il fait la connaissance de Sante Ferrini, lors du premier exil de ce dernier en France et il devient son ami. À cette occasion, il permet à ce dernier de prendre connaissance des œuvres d'Eugène Pottier.
Le 19 juin 1980, la place Jean-François Gonon est inaugurée à Saint-Étienne en hommage au chansonnier stéphanois.

## Œuvres
- Les Ourdisseuses, ronde satirique, et Dans les bras des amours, chansonnette, imprimerie Montagny, Saint-Étienne, 1876.
- La Vierge des opprimés (Louise Michel), imprimerie de Menard, Saint-Étienne, 1890 [lire en ligne (page consultée le 26/05/2021)]
- Les Petits Grillons, Saint-Étienne, 1891
- Œuvres poétiques de Jean-François Gonon, imprimerie de U. Balay, Saint-Étienne, 1891.
- Histoire de la chanson stéphanoise et forézienne, depuis son origine jusqu'à notre époque, Union typographique, Saint-Étienne, 1906 lire en ligne sur Gallica
- L'Estafette de la chanson, section forézienne, Saint-Étienne, 1909.